# RK Lokomotiva Zagreb
Rukometni Klub Lokomotiva Zagreb este o echipă croată de handbal feminin din Zagreb.
Lokomotiva a fost cea mai de succes echipă de la formarea Campionatului Iugoslav, câștigând opt campionate între 1956 și 1970. În 1975, echipa a ajuns în finala Ligii Campionilor, după ce a câștigat al nouălea campionat intern. În următorii cincisprezece ani nu a mai reușit să câștige nimic, campionatul Iugoslaviei fiind dominat de Radnički Belgrad. Echipa a reapărut în 1991, câștigând ultima ediție a Campionatului Iugoslaviei și Cupa EHF, primul său trofeu internațional, învingând-o în finală pe Bayer Leverkusen.
După destrămarea Iugoslaviei Lokomotiva, redenumită Kras Zagreb, a câștigat prima ediție a noului campionat croat, însă în anii următori a terminat de mai multe ori pe locul secund, campionatul fiind dominat de această dată de Podravka Koprivnica. Printre marile performanțe realizate în 1990 s-au numărat accederea în finala Cupei Cupelor EHF la feminin în 1996 și 1998. Clubul și-a schimbat din nou numele în 2003, alegând să revină la vechea denumire de dinaintea destrămării Iugoslaviei, iar în următoarele sezoane Lokomotiva a reușit să-și revină timid, câștigând titlul în 2004 și două cupe naționale.
Cel mai recent, Lokomotiva a terminat pe locul al treilea în campionatul național și a ajuns în șaisprezecimile Cupei Cupelor în anul 2011.
Printre cei mai importanți jucători care au trecut pe la această echipă se numără Nada Vučković, Božena Vrbanc Goleš, Mara Torti, Ines Dogan, Klaudija Klikovac, Nataša Kolega, Koraljka Milić, Maja Mitrović, Elena Nemaškalo, Renata Pavlačić, Adriana Prosenjak, Jasna Ptujec, Danijela Tuđa și Ana Titlić.

## Titluri
- Cupa EHF
  - 1991
- Cupa Challenge EHF
  - 2017
- Campionatul Iugoslaviei 
  - 1956, 1959, 1962, 1964, 1965, 1968, 1969, 1970, 1974, 1991
- Cupa Iugoslaviei
  - 1956, 1957, 1958, 1959, 1960, 1965, 1971, 1988
- Liga Croației
  - 1992, 2004, 2014
- Cupa Croației
  - 1992, 2005, 2007, 2014, 2018

### Lotul actual
Lotul pentru sezonul 2017–2018
| Portari - Antonija Curic - Tea Pijevic Extreme ES - Kristina Plahinek - Paula Posavec ED - Ana Marija Boras - Tena Japundza Linia de 9 metri - Sara Senvald - Ena Zagorscak | Interi IS - Marina Glavan - Gabrijela Jurlin - Larissa Kalaus - Kristina Prkacin IC - Jelena Kajfes - Stela Posavec ID - Dora Kalaus |